# Internationale Union für Reine und Angewandte Physik
Die International Union of Pure and Applied Physics (IUPAP) (deutsch: Internationale Union für reine und angewandte Physik) ist eine internationale Nichtregierungsorganisation zur Förderung und Vereinheitlichung der Physik mit Sitz in der Schweiz. Die erste Hauptversammlung der im Jahr 1922 gegründeten Union wurde 1923 in Paris abgehalten.
Die Ziele der IUPAP sind:
- die internationale Kooperation im Bereich der Physik zu fördern
- adäquate internationale Konferenzen zu unterstützen und in Organisationsgremien mitzuwirken
- die Erstellung und Veröffentlichung von Übersichten und Zusammenstellungen physikalischer Konstanten zu forcieren
- globale Abkommen im Bereich der Nutzung von Symbolen und Einheiten sowie der Nomenklatur und Standards voranzubringen
- den freien Austausch von Wissenschaftlern zu unterstützen
- Forschung und Bildung zu fördern

Geleitet wird die IUPAP durch eine Hauptversammlung, die alle drei Jahre zusammentritt. Als größtes Exekutivorgan der Organisation überwacht sie die Aktivitäten der 19 spezialisierten internationalen und der drei angeschlossenen Kommissionen. Die Union setzt sich aus Mitgliedern zusammen, die jeweils physikalische Gemeinschaften repräsentieren. Deutschland wird von der Deutschen Physikalischen Gesellschaft vertreten. Derzeit gehören der Union 49 Mitglieder an.
Die IUPAP ist Mitglied des International Science Council (ISC).